# Segno di Darier

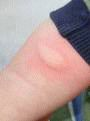
Toccare la pelle porta a una reazione anafilattoide sottocutanea localizzata con degranulazione dei mastociti ed eruzione cutanea orticaria.

Il segno di Darier è un cambiamento osservato dopo aver accarezzato lesioni sulla pelle di una persona con mastocitosi sistemica o orticaria pigmentosa.
In generale, la pelle diventa gonfia, pruriginosa ed eritematosa. Questo è il risultato della compressione dei mastociti, che sono iperattivi in queste malattie . Questi mastociti rilasciano granuli infiammatori che contengono istamina . È l'istamina che è responsabile della risposta osservata dopo lo sfregamento della pelle lesionata.

## Eponimo
Il segno di Darier prende il nome dal dermatologo francese Ferdinand-Jean Darier che lo descrisse per primo.